# Nicky Houba
Nicky Houba (Tongeren, 7 december 1984) is een Belgische handbalspeelster en de enige profspeelster van België. Ze verruilde in 2014 Handball Cercle Nîmes voor HB Sint-Truiden. In 2010 was ze Limburgse sportvrouw van het jaar.

## Biografie
Houba deed een master in Sport, voeding en gezondheid. Houba combineerde dit met een professionele carrière als handbalspeelster..
Ze begon op een leeftijd van zes jaar te handballen en startte in eerste klasse in het seizoen 2002/2003 in Initia HC Hasselt. Een seizoen later werd ze lid van de nationale ploeg. Van 2004 tot 2014 was ze actief in Frankrijk. Eerst bij Le Havre AC Handball, waarmee ze ook de Franse Beker won. Vervolgens was ze vier jaar te zien bij Handball Cercle Nîmes. Nadat ze dit in 2010 verruilde voor Brest Bretagne Handball, keerde ze in 2012 terug om nog twee jaar voor Handball Cercle Nîmes te spelen.

## Resultaten
Seizoen 2004-2005 - De Franse beker - Met Brest